# Катастрофа Ан-10 под Ворошиловградом
Катастрофа Ан-10 под Ворошиловградом — крупная авиационная катастрофа, произошедшая в полдень среды 31 марта 1971 года неподалёку от Ворошиловграда. Авиалайнер Ан-10 Куйбышевского ОАО предприятия «Аэрофлот» выполнял регулярный пассажирский рейс SU-1969 по маршруту Куйбышев — Ворошиловград — Одесса, но при заходе на посадку в Ворошиловградском аэропорту у лайнера оторвало часть крыла. Потеряв управление, лайнер рухнул на землю на окраине села Воллнухино в 13 км от аэропорта. Погибли все 65 человек на борту самолёта — 57 пассажиров и 8 членов экипажа.
Официальная причина катастрофы так и не была установлена.

## Самолёт
Ан-10 с бортовым номером СССР-11145 (заводской — 8400701) был выпущен 31 декабря 1958 года Воронежским авиационным заводом №64 и вскоре был передан Главному управлению гражданского воздушного флота при Совете министров СССР («Аэрофлот»). На момент катастрофы 12-летний лайнер имел 14 337 часов налёта и 9 081 посадку. 

## Экипаж
Состав экипажа рейса SU-1969 был из 173-го лётного отряда, в состав которого входили 8 человек:
- Командир воздушного судна (КВС) — Иван Жучков;
- Второй пилот — Николай Зверев;
- Штурман — Михаил Трубин;
- Бортмеханик — Александр Голомозов;
- Бортрадист — Евгений Гуркин.

В салоне авиалайнера работали двое стюардесс:
- Валентина Исаева;
- Надежда Кухтей.

Также, в кабине находился сопровождающий милиционер Николай Беседин.

## Хронология событий
31 марта 1971 года, утром в 11:13 МСК рейс SU-1969 с 57 пассажирам и 8 членами экипажа вылетел из Куйбышевского аэропорта Курумоч, а рейс выполнял Ан-10 борт СССР-11145, летящий из Куйбышева в Одессу с промежуточной остановкой в Ворошиловграде. Набрав высоту, лайнер занял эшелон полёта 7800 м (FL230). Всего на его борту находились 65 человек: 57 пассажиров и 8 членов экипажа.
При проходе в районе диспетчерского центра Ростов экипаж получил указание спускаться до высоты 5700 м, а после прохождения ОПРС Самбек — до 4500 м. С диспетчером аэропорта Ворошиловград (ныне Луганск) экипаж вышел на связь после пролёта ОПРС Должанская, после чего получил сведения о погоде (сплошная облачность с нижней границей 600 м, видимость 10 км, ветер умеренный (8—12 м/с) северо-восточного направления), а также указание о заходе на посадку магнитным курсом 94°. В 12:55:42 диспетчер дал указание экипажу на снижение до высоты 1200 м. В 12:58:46 экипаж доложил о занятии данной высоты, на что в диспетчер дал указание спускаться уже до 600 м; экипаж подтвердил приём информации и продолжил спуск.
При снижении самолёта от правой плоскости крыла неожиданно произошёл отрыв часть конструкции правого крыла вместе с элеронами, который разорвал линии гидросистемы, что в сочетании с напором набегающего воздуха привело к флюгированию обоих правых винтов, то есть они потеряли силу тяги. Также обломки крыла повредили правый стабилизатор вместе с находящимся на нём рулём высоты. Из-за полученных повреждений Ан-10 начал быстро входить в правый крен, при этом переходя в пике, а также в правый вираж. Около 12:59:30 под с опущенным вниз носом под углом 60° и правым креном 50° самолёт врезался в землю близ шоссе на окраине села Волнухино Лутугинского района Ворошиловградской области, в 13 км юго-западней (азимут 210°) аэропорта Ворошиловград. Все 65 человек на борту самолёта погибли.

## Расследование
По расследовании катастрофы выяснилось, что крыло начало разрушаться в нижней части. В связи с этим распространено мнение, что причиной стали усталостные трещины в районе заклёпочного шва. Однако официально при лабораторных исследованиях признаков усталостного разрушения выявлено не было. Исследования показали высокое качество шва, а также что разрушение произошло из-за кратковременных срезающих нагрузок, которые превысили расчётные.
Была также версия, что крыло разрушилось из-за высокого давления внутри крыльевых кессонов, вызванного отключением противообледенительной системы, когда выходные отверстия были частично закупорены льдом. Однако испытания, в том числе продувки в аэродинамической трубе, показали, что в случае возникновения подобной ситуации превышение давления незначительно и не выходит за пределы допустимого.
Таким образом, так как обе основные версии не нашли подтверждения, то официально причины катастрофы так и не были установлены. Помимо этого была также неофициальная версия о взрыве паров топлива.